# Sporazumi Tito-Šubašić
Između Josipa Broza Tita i Ivana Šubašića (kao predstavnika svojih Vlada) potpisana su dva sporazuma:
- Viški sporazum od 16. lipnja 1944.[1] i
- Beogradski sporazum od 1. studenog 1944.[2]

## Viški sporazum
Obveze izbjegličke Vlade:
- sastavljanje Vlade od političara koji nisu kompromitirani djelovanjem protiv NOP-a
- glavna dužnost te Vlade je organizacija pomoći partizanskoj vojsci - Narodnooslobodilačkoj vojsci (NOV)
- nova Vlada objavit će deklaraciju kojom priznaje tekovine NOB-a, posebno federativno uređenje Jugoslavije (prema odluci donesenoj na drugom zasjedanju AVNOJ-a u Jajcu)
- izbjeglička Vlada priznat će NOV i maršala Tita, time se odriče podrška četničkom pokretu na čelu s Dražom Mihailovićem

Titova obveza (tj. obveza NKOJ-a):
- objavljivanje izjave da se do kraja rata neće donijeti odluka o konačnom državnom uređenju (monarhija ili republika) obnovljene Jugoslavije

## Beogradski sporazum
- zaključeno je osnivanje jedinstvene jugoslavenske vlade (sastavljene od članova izbjegličke Vlade i predstavnika NOP-a)
- kralj Petar II. neće se vraćati u zemlju dok narod o tome ne odluči, njegove interese zastupat će tročlano Kraljevsko namjesništvo